# Philogenia ebona
Philogenia ebona là loài chuồn chuồn trong họ Megapodagrionidae. Loài này được Dunkle mô tả khoa học đầu tiên năm 1986.